# Джейлан, Огуз
Огуз Джейлан (тур. Oğuz Ceylan; 15 декабря 1990 года, Чанаккале) — турецкий футболист, защитник клуба «Газиантеп».

## Клубная карьера
Огуз Джейлан среди прочих клубов занимался футболом также в «Бешикташе». Вторую половину 2011 года он провёл за «Сииртспор», будучи в аренде. А первую половину 2012 года на тех же правах — в «Ризеспоре». В августе того же года Джейлан перешёл в «Кахранмараш Беледиеспор», спустя год — в «Бугсашспор», ещё год — в «Карталспор», где также провёл год. В конце августа 2015 года Огуз Джейлан стал футболистом «Умраниеспора».
В начале 2019 года он перешёл в клуб Первой лиги «Газиантеп», с которым по итогам сезона 2018/2019 добился выход в элиту турецкого футбола. 26 августа 2019 года Огуз Джейлан дебютировал в турецкой Суперлиге, выйдя в основном составе в домашней игре с «Генчлербирлиги». На 74-й минуте этой встречи он забил и свой первый гол на высшем уровне, доведя счёт в матче до разгромного.